# Кибитюо
Кибитюо (яп. 吉備中央町 Кибитю:о:-тё:) — посёлок в Японии, находящийся в уезде Кага префектуры Окаяма. Площадь посёлка составляет 268,73 км², население — 12 154 человека (1 августа 2014), плотность населения — 45,23 чел./км².

## Географическое положение
Посёлок расположен на острове Хонсю в префектуре Окаяма региона Тюгоку. С ним граничат города Окаяма, Содзя, Такахаси, Манива и посёлок Мисаки.

## Население
Население посёлка составляет 12 154 человека (1 августа 2014), а плотность — 45,23 чел./км². Изменение численности населения с 1980 по 2005 годы:
| 1980 | 15 366 чел. |  |
| 1985 | 15 396 чел. |  |
| 1990 | 15 111 чел. |  |
| 1995 | 15 507 чел. |  |
| 2000 | 14 651 чел. |  |
| 2005 | 14 040 чел. |  |

## Символика
Деревом посёлка считается сосна густоцветная, цветком — рододендрон, птицей — Cettia diphone.